# Atletismo nos Jogos Pan-Americanos de 2019 - Salto em distância masculino
A competição do salto em distância masculino foi um dos eventos do atletismo nos Jogos Pan-Americanos de 2019, em Lima, no Peru. A prova foi realizada no dia 7 de agosto.

## Calendário
Horário local (UTC-5).
| Data        | Horário | Fase  |
| ----------- | ------- | ----- |
| 7 de agosto | 15:35   | Final |

## Medalhistas
| Ouro   | CUB Juan Miguel Echevarría |
| Prata  | JAM Tajay Gayle            |
| Bronze | URU Emiliano Lasa          |

## Recordes
Recordes mundial e pan-americano antes da disputa dos Jogos Pan-Americanos de 2019.
| Tipo                             | Atleta      | Marca  | Local        | Data                 |
| -------------------------------- | ----------- | ------ | ------------ | -------------------- |
|                                  | Mike Powell | 8,95 m | Tóquio       | 30 de agosto de 1991 |
| Recorde dos Jogos Pan-Americanos | Carl Lewis  | 8,75 m | Indianápolis | 16 de agosto de 1987 |

## Resultado final
Os resultados foram os seguintes:  
| Posição           | Atleta                 | Nacionalidade         | #1   | #2   | #3   | #4   | #5   | #6   | Resultado | Notas |
| ----------------- | ---------------------- | --------------------- | ---- | ---- | ---- | ---- | ---- | ---- | --------- | ----- |
| Medalha de ouro   | Juan Miguel Echevarría | CUB Cuba              | 8.09 | x    | 8.06 | 8.27 | 7.26 | x    | 8.27      | +0.3  |
| Medalha de prata  | Tajay Gayle            | JAM Jamaica           | 7.97 | 8.17 | 8.10 | x    | x    | x    | 8.17      | +0.3  |
| Medalha de bronze | Emiliano Lasa          | URU Uruguai           | 7.83 | 7.87 | x    | 7.87 | 7.70 | x    | 7.87      | +1.2  |
| 4                 | Alexsandro Melo        | BRA Brasil            | 7.77 | 7.70 | 7.66 | 7.63 | x    | 7.75 | 7.77      | +0.6  |
| 5                 | Tyrone Smith           | BER Bermudas          | x    | x    | 7.74 | 7.34 | x    | –    | 7.74      | +1.2  |
| 6                 | Trumaine Jefferson     | USA Estados Unidos    | x    | 7.66 | –    | –    | –    | –    | 7.66      | +1.0  |
| 7                 | Andwuelle Wright       | TTO Trinidad e Tobago | x    | 7.62 | 7.51 | 7.55 | 7.61 | x    | 7.62      | +0.5  |
| 8                 | Adrian Riley           | JAM Jamaica           | 7.57 | 7.36 | 7.25 | x    | 7.28 | x    | 7.57      | +0.8  |
| 9                 | José Luis Mandros      | PER Peru              | 7.48 | 7.56 | x    |      |      |      | 7.56      | +0.5  |
| 10                | Quincy Breell          | ARU Aruba             | x    | 7.17 | 7.33 |      |      |      | 7.33      | -0.1  |
| 11                | Emanuel Archibald      | GUY Guiana            | 7.21 | 7.19 | 7.22 |      |      |      | 7.22      | +0.2  |
| 12                | Maykel Massó           | CUB Cuba              | x    | 7.07 | 7.21 |      |      |      | 7.21      | -0.2  |
| 13                | Daniel Pineda          | CHI Chile             | x    | 6.80 | 7.05 |      |      |      | 7.05      | +0.2  |

Legenda
| Recorde mundial                  | Recorde mundial (World record)               |                       | Recorde africano                      | Recorde africano (African) |                                           | Q | Classificado por posição (Qualified) |
| Recorde dos Jogos Pan-Americanos | Recorde pan-americano (Pan-American record)  | Recorde da América    | Recorde da América (Americas)         | q                          | Classificado por melhor tempo (Qualified) |   |                                      |
| Melhor marca do ano              | Melhor marca do ano (World leading)          | Recorde asiático      | Recorde asiático (Asian)              | DNS                        | Não largou (Did not start)                |   |                                      |
| Recorde nacional                 | Recorde nacional (National record)           | Recorde europeu       | Recorde europeu (European)            | DNF                        | Não terminou (Did not finish)             |   |                                      |
| Recorde pessoal                  | Recorde pessoal do atleta (Personal best)    | Recorde da Oceania    | Recorde da Oceania (Oceania)          | DSQ / DQ                   | Desclassificado (Disqualified)            |   |                                      |
| Recorde da temporada             | Recorde da temporada do atleta (Season best) | Recorde sul-americano | Recorde sul-americano (South America) | NM                         | Sem marca (No mark)                       |   |                                      |